# Neuroxena simulans
Neuroxena simulans är en fjärilsart som beskrevs av De Toulgoët 1971. Neuroxena simulans ingår i släktet Neuroxena och familjen björnspinnare. Inga underarter finns listade i Catalogue of Life.